# Kelly Dulfer
Kelly Dulfer (Schiedam, 21 maart 1994) is een Nederlandse handbalster die speelt voor Györi Audi ETO Dulfer speelt op de linkeropbouw positie en staat vooral bekend als dekkingsspecialist. Sinds 2013 is zij ook speelster van het Nederlands team. In het Nederlands team speelt Dulfer vooral in de verdediging, in de aanval wordt ze dikwijls gewisseld voor de linker- of rechteropbouwster. Dulfer staat bekend om haar sterke blok.

## Loopbaan
In 2021 verkaste Dulfer naar de concurrent SG BBM Bietigheim.

## Nederlands team
Dulfer debuteerde in oktober 2013 voor het nationale team. Per 20 december 2020 heeft ze 124 interlands op haar naam staan, waarin ze 152 doelpunten scoorde. Met Nederland won ze goud op het wereldkampioenschap van 2019, zilver op het wereldkampioenschap van 2015 en brons op het wereldkampioenschap van 2017. Daarnaast won ze met Nederland zilver op het Europees kampioenschap in 2016 en brons op het Europees kampioenschap van 2018.
In 2016 nam zij met het Nederlands team deel aan de Olympische Spelen. Doordat de wedstrijd om het brons verloren werd van de toenmalige wereldkampioen Noorwegen, eindigden ze op de vierde plaats.

## Onderscheidingen
- Best verdedigende speelster van het Europees kampioenschap: 2018
- Talent van het jaar van de Eredivisie: 2013/2014